# 21 nivôse
21 frimaire 21 pluviôse
Le primidi 21 nivôse, officiellement dénommé jour de la pierre à plâtre, est le 111e jour de l'année du calendrier républicain.
C'était généralement le 10e jour du mois de janvier dans le calendrier grégorien.